# Illimani
Az Illimani egy kialudt rétegvulkán Bolívia nyugati részén. 
La Paztól kelet-délkeletre 40 km-re, és az Altiplanótól keletre. A hóhatár 4500 m-en van, a gleccserek az északi oldalon vannak 5000 m-en. A hegynek négy fő csúcsa van, a legmagasabb a Nevado Illimani (6348 m). Az Illimani La Paz fölé emelkedik és fontos iránymutató. Magasságának néha 6462 m-t adnak, de a pontos topográfiai térképek szerint 6438 m.